# Bryllupsrejsen
Bryllupsrejsen er en kortfilm fra 1995 instrueret af Jessica Nilsson efter manuskript af Jessica Nilsson og Allan Mylius Thomsen.

## Handling
Han er alt, hvad en pige kan drømme om. Rockstjerne, utilregnelig og sporløst forsvundet. Hun er besat ... af at glemme ham.